# Piroska Abos
Piroska Abos Gvorgyzakab (* 13. Juli 1962 in Frumoasa) ist eine ehemalige spanische Skilangläuferin.
Abos belegte bei den Nordischen Skiweltmeisterschaften 1982 in Oslo den 57. Platz über 10 km, bei den Nordischen Skiweltmeisterschaften 1985 in Seefeld in Tirol jeweils den 53. Platz über 5 km sowie 10 km und bei den Nordischen Skiweltmeisterschaften 1987 in Oberstdorf den 50. Platz über 20 km Freistil, den 42. Rang über 5 km klassisch sowie den 34. Platz über 10 km klassisch. Bei ihrer einzigen Teilnahme an Olympischen Winterspielen im folgenden Jahr in Calgary lief sie jeweils auf den 49. Platz über 5 km klassisch sowie 20 km Freistil und auf den 46. Rang über 10 km klassisch. Zudem nahm sie ab der Saison 1981/82 am Skilanglauf-Weltcup teil, wobei sie aber nie in die Punkteränge kam.